# Mollisiopsis lachnoides
Mollisiopsis lachnoides är en svampart som beskrevs av Rehm 1914. Mollisiopsis lachnoides ingår i släktet Mollisiopsis, ordningen disksvampar, klassen Leotiomycetes, divisionen sporsäcksvampar och riket svampar.   Inga underarter finns listade i Catalogue of Life.